# Conophyma sogdianum
Conophyma sogdianum är en insektsart som beskrevs av Leo L. Mishchenko 1950. Conophyma sogdianum ingår i släktet Conophyma och familjen Dericorythidae. Inga underarter finns listade i Catalogue of Life.